# Tell Agrab

Tell Agrab, a l'est de l'antiga Eixnunna

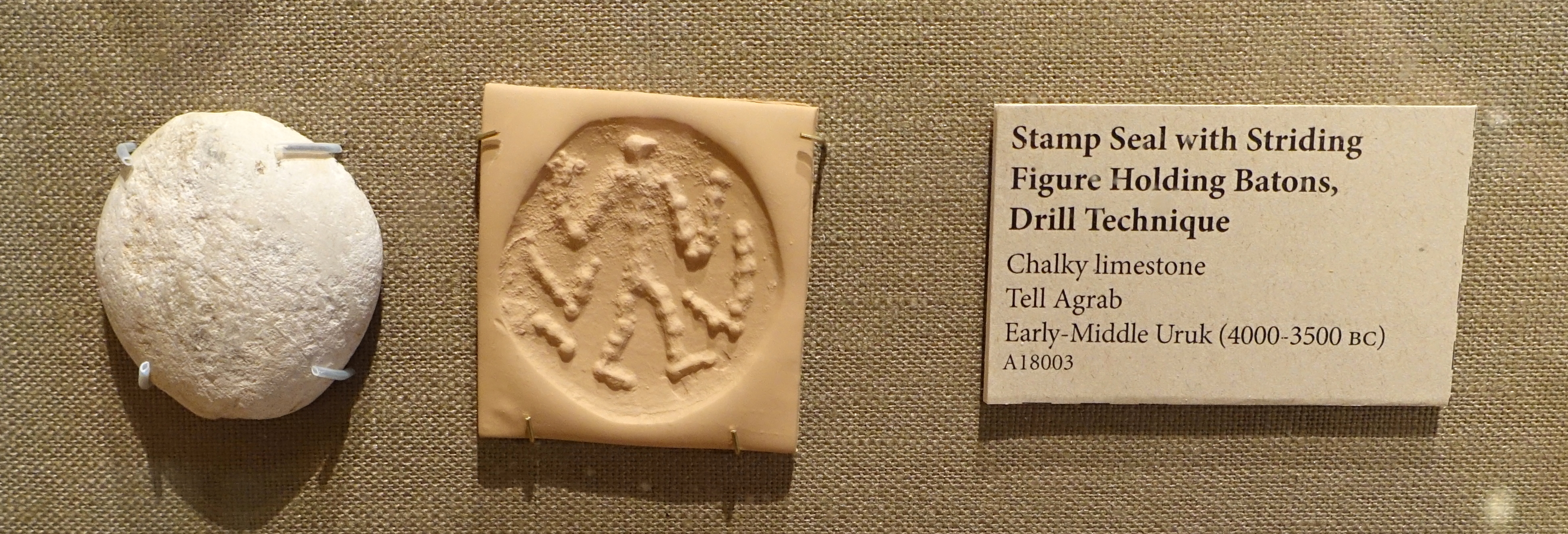
Segell amb figura fent gambades sostenint bastons, tècnica de perforació, Tell Agrab. Institut Oriental de Chicago, Universitat de Chicago

Tell Agrab és un jaciment arqueològic situat a l'Iraq, ocupat des de la prehistòria fins al període de l'Imperi acadi. Es va excavar oficialment entre 1936 i 1937, revelant importants troballes com un temple dedicat al déu Shara i un carro de coure tirat per hemions. El jaciment, envoltat per un mur de suport, es va veure afectat per excavacions il·legals prèvies i té una estructura que data de la Dinastia Arcaica.

## Història
Tell Agrab va ser ocupat durant els períodes de Jemdet Nasr i el Dinàstic Arcaic fins als de l'Imperi accadi i de Larsa. Fou durant el període Dinàstic Arcaic que es van construir monuments com el del Temple de Shara. No hi ha proves que continuàs poblat després del final del mil·lenni III abans de la nostra era.

## Arqueologia
Tell Agrab està encerclat per un rectangle de 500 per 600 m amb una alçada d'uns 12 m. Tot i que ja havia estat objecte d'excavacions il·legals abans, el jaciment fou oficialment excavat el 1936 i 1937 per un equip de l'Institut Oriental de Chicago que també treballava a Eixnunna, Tutub i Nerebtum durant aquest temps.
L'excavació, la va dirigir Seton Lloyd. El principal esforç en fou per al gran temple de la Dinastia Arcaica, dedicat a Shara segons una inscripció en un bol. Només es va estudiar l'extrem occidental del temple, perquè la resta n'estava molt erosionada. El temple tenia uns 60 m2 i estava envoltat d'una paret de 6 m d'amplada amb grans contraforts de suport. La presència de pedres de fona i un túnel de sapadors indiquen un atac en l'època de la Dinastia Arcaica. A part de partides de tresors i segells cilíndrics, la troballa més notable fou un carro de coure tirat per quatre hemions, un dels primers exemples coneguts.

## Galeria

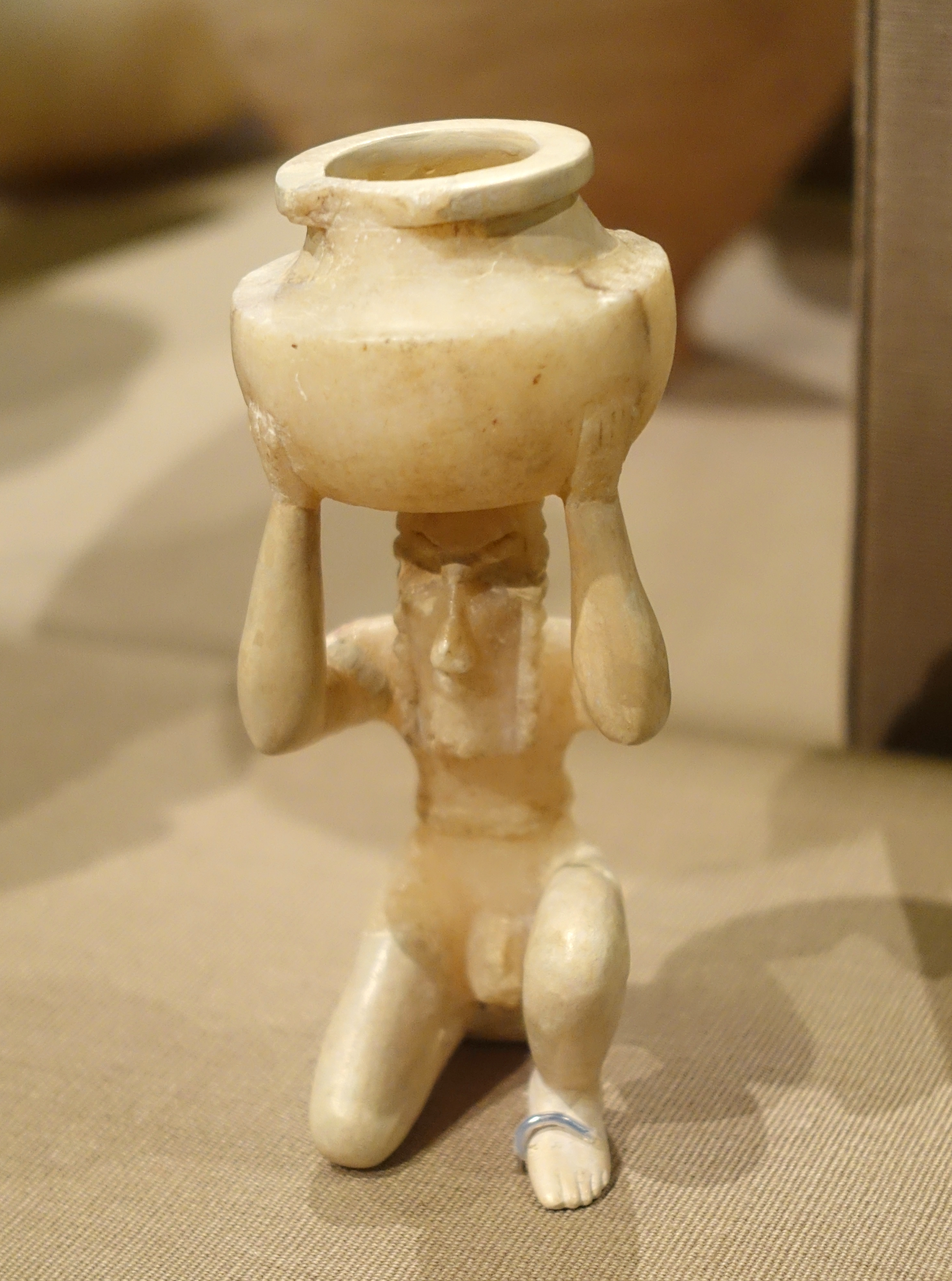
Home nu agenollat sostenint un gerro al cap, Tell Agrab, al Temple de Shar, període Dinàstic Arcaic, 2900-2700 ae. Calcita - Institut Oriental de Chicago
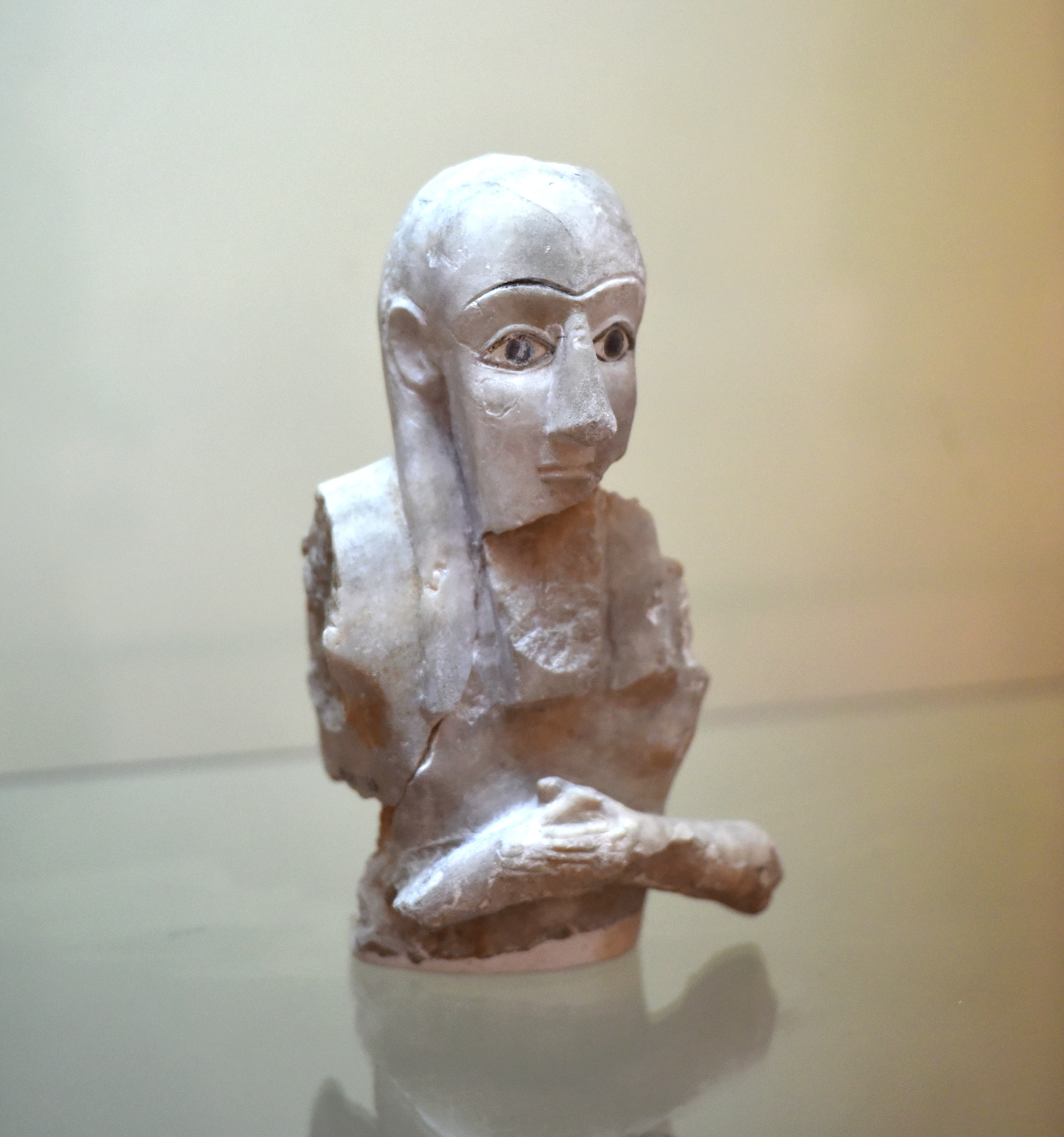
Fragment d'una estàtua masculina sumèria del Temple de Shara a Tell Agrab, Museu de l'Iraq
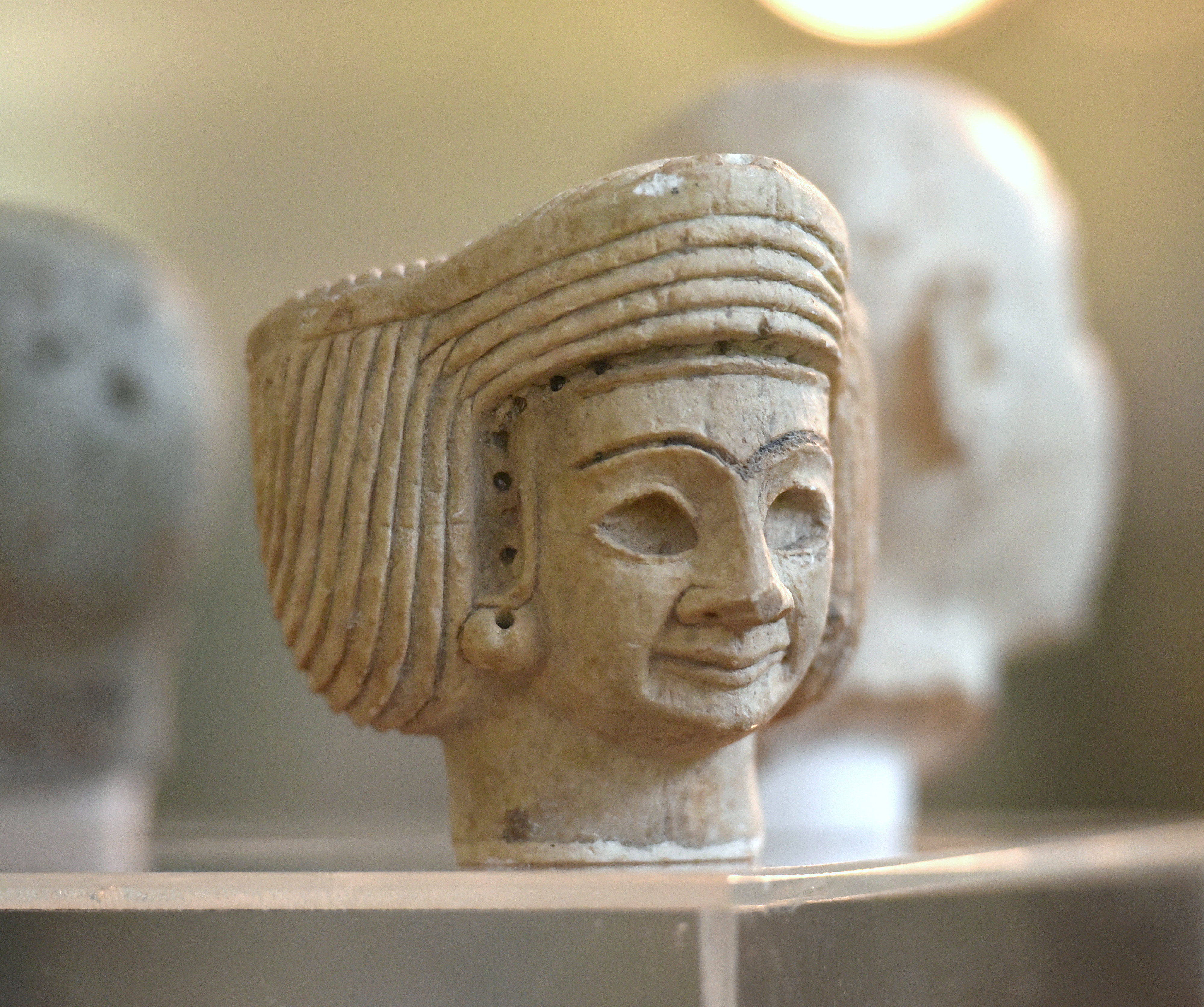
Cap d'una dona sumèria, fragment d'una estàtua orant, del Temple de Shara a Tell Agrab, Museu de l'Iraq